# あなたのために
『あなたのために』（Where the Heart Is）は、2000年のアメリカ映画。ビリー・レッツの『ビート・オブ・ハート』を映画化。

## ストーリー
17歳のノヴァリーは出産間近。ボーイフレンドのウィリーと駆け落ちする為、テネシーからカリフォルニアを目指してオンボロ車で旅立った。途中、ノヴァリーはトイレで立ち寄ったオクラホマ州のスーパー（ウォルマート）に置き去りにされてしまう。ノヴァリーは行くあてもなく、内緒でスーパーに住み着く。そして店内で出産。一躍有名人となったノヴァリーと赤ん坊。その後ノヴァリーはいろいろな人と出会い、自分の居場所を見つけ出していく。

## キャスト
- ノヴァリー・ネイション：ナタリー・ポートマン（日本語吹き替え：三石琴乃）
- レクシー・クープ：アシュレイ・ジャッド（勝生真沙子）
- シスター・ハズバンド：ストッカード・チャニング（潘恵子）
- ルース・マイヤーズ：ジョーン・キューザック（宮寺智子）
- フォーニー：ジェームズ・フレイン（安井邦彦）
- ウィリー・ジャック：ディラン・ブルーノ（森川智之）
- モーゼズ：キース・デイヴィッド（手塚秀彰）
- リル：サリー・フィールド（一城みゆ希）
- アメリカス：マッケンジー・フィッツジェラルド（大谷育江 / 機内上映用 - 秋葉好美[1]）
- レイ・プルイット
- ローラ・ハウス
- カレイ・グリーン
- メアリー・アシュリー・グリーン
- ヘザー・カフカ
- トッド・ロウ
  - その他の声の吹き替え：西川幾雄／すずき紀子／高森奈緒／河野智之／小池亜希子／三宅健太／川村拓央